# Mariano Paredes (Politiker)
Mariano Paredes (* 1800; † 1856) war vom 18. Januar bis 6. November 1849 guatemaltekischer Präsident.

## Leben
Paredes gehörte zu den Montañeses, den Guerillas von José Rafael Carrera Turcios, bevor dieser Präsident geworden war.
Paredes wurde von Luis Batres beraten, der Mitglied der Partido Conservador war. José Rafael Carrera Turcios war während der Amtszeit von Paredes in Chiapas im Exil.
Am 3. Januar 1849 war Manuel Tejada Präsident von Guatemala.
Paredes schlug einen Aufstand der Gebrüder Vicente und Serapio Cruz, welche mit der Parole eines Freien Los Altos an die Macht wollten, Anfang 1849 nieder, weshalb ihn das Parlament zum Präsidenten wählte.
Paredes lehnte in öffentlichen Reden die Rückkehr von Carrera ab, verzieh ihm aber privat. Am 24. Januar 1849 kündigte Carrera an, Frieden und Ordnung in Guatemala wiederherzustellen. Die Partido Liberal versuchte, die Rückkehr von Carrera zu unterbinden. Die Regierung von Paredes unterlief jedoch diese Bemühungen und die Truppen von Carrera konnten Anfang April 1849 Quetzaltenango einnehmen. Am 13. April konnte die Regierung von Paredes eine Friedensvereinbarung mit Carrera vorweisen. Paredes blieb Präsident und Carrera wurde Oberbefehlshaber der Truppen in Guatemala. Seine Ordnungspolitik war für die Funktionäre der Partido Liberal eine Todesdrohung, soweit sie nicht ins Exil gingen.
Vom 5. Mai 1849 bis 12. Mai 1849 wurde Guatemala von einem Triumvirat aus Juan Matheu, Manuel de Cerezo und Francisco Cáscara regiert. Vom 12. Mai 1849 bis 6. November 1849 war Mariano Paredes Präsident von Guatemala.
Am 5. Juni 1849 nahm Präsident Paredes das Dekret vom 13. Oktober 1848 zurück, mit welchem Carrera bei Androhung der Todesstrafe verboten worden war, nach Guatemala zurückzukehren.
Carrera ließ einen Aufstand in Montaña niederschlagen, nach El Salvador eindringen und wurde anschließend wieder Präsident von Guatemala. Unter Carrera wurde Paredes wieder Oberbefehlshaber der Truppen und beteiligte sich als solcher an der Vertreibung der Filibustero-Piraten von William Walker.